# Сель-Ункур
Сель-Ункур (Сельункур, Сель-Унгур, Сельунгур, кирг. Сел-Үңкүр) — пещера в Южном Кыргызстане, на западной окраине города Айдаркен в Кадамжайском районе Баткенской области, в Ферганской долине, у подножья хребта Эшме-Тоо. В пещере обнаружена стоянка каменного века. Является единственным стратифицированным объектом на территории Южного Кыргызстана, относимым к раннему палеолиту.
Широко распространённый тюркский термин ункур, унгур — пещера, щель в скалах, яма, глубокая теснина, лог, провал, кирг. үңкүр — пещера, грот, углубление в скалах.
Пещера Сель-Ункур расположена в 30-40 метрах над уровнем долины и обращена к востоку широким округлым сводом, достигавшим в высоту примерно 25 м, в ширину у входа — 20 м, а в глубину около 50 м. Пещера сырая, потолок закопчен, по мере углубления пол повышается, в глубине видны огромные блоки отвалов.
В 1955 году палеолитический отряд АН Киргизской ССР исследовал пещеру Сель-Ункур. Первый шурф заложил в пещере Антанас Пошка, затем Алексей Окладников и археолог-краевед П. Т. Конопля из Ферганы. В 1964 году пещеру обследовал Ферганский археологический отряд АН УзССР. Шурфы выявили на глубине 1,1 м несколько отщепов. Материал для изготовления орудий был принесён, в пещере и долине подобный материал не найден. С 1980 года регулярные раскопки проводились под руководством Уткура Исламовича Исламова. В 2014—2016 гг. археологические раскопки в пещерах Сель-Ункур и Обишир проводила международная экспедиция «Россия-Кыргызстан-Германия».
Уткур Исламов относит находки, обнаруженные в рыхлых отложениях пещеры, к ашельской традиции и датирует нижним плейстоценом. Леонид Борисович Вишняцкий относит местонахождение Сель-Ункур к раннему палеолиту и относит к галечной культуре. Вадим Ранов относит местонахождение Сель-Ункур к нижнему плейстоцену, к заключительному этапу каратауской галечной культуры, ряд других исследователей — к среднему плейстоцену.
Учёные предполагают, что древний человек первоначально заселил территорию Южного Кыргызстана в эпоху раннего палеолита. Этот процесс связан с носителями галечных традиций в первичной и вторичной обработке камня. В археологических материалах пещеры Сель-Ункур наблюдается наложение привнесенной позднеашельской традиции на более древние местные галечные традиции, наиболее ярко представленные в первичной обработке камня, при значительной доле элементов среднего палеолита.
В 1980-х годах в пещере Сель-Ункур был обнаружен череп хорошей сохранности, позже обнаружены фрагменты черепа, плечевая кость и зубы (3 верхних резца и 3 нижних премоляра) древнего человека, которые были предположительно интерпретированы, как принадлежащие одной из архаичных форм человека прямоходящего (архантропам). Предложенная тогда же достаточно спорная датировка комплекса возрастом более 1 млн лет назад в свете последних данных не подтверждается. Российскими исследователями зубы и плечевая кость датируются возрастом 126 тыс. лет назад и относятся к одной из переходных форм человека прямоходящего. Эти находки хранятся в Государственном музее истории Узбекистана в Ташкенте. Пять зубов, видимо, принадлежали индивидууму мужского пола в возрасте 35-40 лет, один зуб (резец № 1) принадлежал индивидууму женского пола, так как имеет небольшие размеры.